# Maratón (juego de mesa)
Maratón es un juego de mesa para dos hasta seis jugadores con edades de cinco años en adelante, comercializado por la familia Schaar en México. Hizo su primera aparición en el año 1985.
Sergio Schaar Chabat concibió el juego en la década de los 70's. Sin embargo no fue hasta el año 1985 cuando pudo comercializarlo de manera profesional. Según los datos de la página oficial del juego, la idea surgió "como un pasatiempo con el que busqué transmitirles, entre otras muchas cosas de interés general, los principales conocimientos escolares".
La idea que inició como un juego familiar, pronto se presentó como una oportunidad para comercializarlo a gran escala. La primera versión del juego contaba con 1,000 tarjetas de preguntas y respuestas.

## Reglas del juego
Las reglas del juego son bastante simples. Se coloca el tablero en la mesa y cada jugador toma una ficha de un color predeterminado, exceptuando la negra, la cual representa "La Ignorancia". Por turnos se tira el dado y se lee la pregunta correspondiente al número que caiga. Cada número corresponde a un tema, que varía según la versión del juego. Los principales temas son:  Conocimientos básicos, México, Historia, Geografía, Artes, deportes y entretenimientos; Ciencias y tecnología, Cultura general, Matemáticas (sólo en el Júnior) y Lengua (sólo en el Júnior). Si el jugador en turno no conoce la respuesta, entonces los demás jugadores, en orden de juego pueden contestar la pregunta y avanzar el número de kilómetros que indica la pregunta, pues cada pregunta cuenta con un valor dependiendo de su complejidad. Si ninguno de ellos conoce la respuesta, entonces avanza la ficha negra, la Ignorancia.
El objetivo del juego consiste en llegar primero a la casilla final y derrotar a la Ignorancia.
En algunas ocasiones la cantidad de km no viene incluida por lo que se avanzarán 2 km

## Versiones del juego
La versión principal del juego es la denominada "Maratón Clásico". Sin embargo se han desarrollado otras versiones para alcanzar diversos mercados.
- Maratón Clásico
- Maratón Júnior
- Maratón Infantil
- Mini Maratón
- Maratón Clásico 2
- Maratón Júnior 2
- Maratón Ligero
- Maratón Clásico con opciones
- Mi primer Maratón
- Maratón Mónaco
- Maratón de los Famosos
- Maratón de los Famosos 2
- Maratón Fútbol
- Maratón Chicos vs Grandes
- Maratón 30
- Maratón Doña Lucha contra la Ignorancia
- El Maratón de la comedia

## Curiosidades
En el año 1987, Televisa presentó en el Canal 5 el juego Corre GC Corre, basado en el formato de Maratón. Los jugadores (niños en su mayoría) contestaban preguntas evitando que la Ignorancia ganara. Era conducido por Ginny Hoffman y Moisés Suárez como el gato GC.